# 1991년 낙동강 페놀 오염 사건
낙동강 페놀 오염 사건(洛東江-汚染事件)은 대한민국 경상북도 구미시에 위치한 구미국가산업단지 안의 두산전자에서 1991년 3월 14일과 4월 22일 두차례에 걸쳐 각각 페놀 30여 톤과 1.3 톤이 낙동강으로 유입된 사건이다.
페놀은 대구직할시 지역의 상수원으로 사용되는 다사취수장으로 유입되었으며, 염소를 이용한 정수처리 과정에서 클로로페놀로 변하면서 악취를 유발하였다. 당시 대구시민들이 수돗물에서 냄새가 난다고 신고했으나, 취수장에서는 원인 규명을 제대로 하지 않은 채 다량의 염소 소독제를 투입해 사태를 더욱 악화시켰다. 페놀은 낙동강을 타고 밀양과 함양, 부산까지 피해를 주었다. 이 과정에서 낙동강 수계에 있는 1천만명가량 되는 영남지역 주민들이 페놀 오염 수돗물로 극심한 고통을 겪어야했던 전대미문의 수질 오염 사건이었다.
당초 이 사건은 단순 수돗물 악취소동으로 넘어갈 뻔했으나 당시 KBS 대구방송총국 류희림 기자의 현장취재로 페놀오염이 확인되면서 페놀유출 사흘이 지난 1991년 3월 17일 낮 뉴스부터 KBS TV와 라디오를 통해 특종 보도되면서 전국에 알려지기 시작했다.‘낙동강 페놀 오염사건’을 최초 보도한 KBS 류희림 기자는 이 사건 특종 보도로 한국기자협회가 수여하는 특종상과 KBS보도 금상을 수상했다.

## 1차 유출
1차 유출은 3월 14일 밤 10시부터 3월 15일 새벽 6시까지 이루어졌다. 30톤의 페놀 누출로 말미암아, 옥계천을 거쳐 대구 상수원인 다사취수장으로 흘러들어 수돗물을 오염시켰다. 수돗물의 페놀 수치가 0.11 ppm까지 올라간 지역도 있었는데, 이는 당시 대한민국의 허용치인 0.005 ppm의 22배, 세계보건기구의 허용치인 0.001 ppm의 110배에 달하는 수치였다. 또한, 수돗물에서 악취가 난다는 대구 시민들의 민원 신고에도 불구하고, 다사 취수장은 원인을 규명하지 못한 채 페놀 소독에 사용해서는 안 되는 염소를 다량 투입하여, 사태를 더욱 더 악화시켰다.
KBS 특종보도로 페놀 오염 사실이 알려지자 대구시에는 수많은 항의전화가 빗발쳤지만 대구시 당국은 인체에 유해할 정도가 아니라는 말만 되풀이해서 더욱 더 많은 공분을 샀다. 수돗물 오염에 따른 급수중지 및 이에 대한 비상급수대책은 전무했다. 이로 인해 대구 인근 약수터에는 식수를 구하려는 수많은 시민들로 인산인해를 이루는 등 시민들은 식수부족으로 큰 불편을 겪었다. 오염된 수돗물로 만든 음식들과 음료수 등도 모두 폐기하는 사태가 벌어지기도 했다.
언론 보도 이후 환경당국과 함께 수사에 나선 대구지방검찰청은 대구 환경처 직원 7명과 두산전자 관계자 6명등 13명이 구속되고 관계 공무원 11명이 징계처리되었다. 두산전자에 대해서는 30일 영업정지 처분을 하였으나, 고의성이 없었다는 이유로 20일 만인 4월 9일 조업 재개가 허용되었다.

## 2차 유출
2차 유출은 4월 22일 오후 12시 5분에 발생하였다. 페놀 탱크 송출 파이프 이음새가 파열되면서 또다시 페놀 원액 2톤이 유출되었다. 다음날 23일 오전 9시 40분쯤 대구 다사정수장 원수에서 페놀 0.0045ppm이 검출돼 오전 10시 30분부터는 낙동강계통인 다사와 낙동강 정수장의 수돗물 생산이 또다시 중단되었다.

## 결과
이 사건의 결과로 박용곤 두산그룹 회장 등이 물러났다. 두산전자에 대해서는 64일의 영업정지 처분이 내려졌다.
그러나 이미 임신한 부인이 유산하고 대구지역 주민들은 엄청난 악취와 환경오염 공포에 시달리는 등 피해를 입은 뒤였다. 또한 사건 이전에도 정화비용 월 500여만 원을 아끼기 위해서 페놀을 정화하지 않고 버린 일이 여러 차례 있다는 게 조사 결과 밝혀졌다. 특히 이 사건은 환경오염 등 사회적으로 물의를 일으킨 기업이 시민들의 불매운동으로 파산할 수도 있다는 경각심을 일깨워준 우리나라 최초의 자발적인 시민불매운동의 계기가 된 사건으로 기록되기도 한다.
녹색연합에서는 1999년 "50년대 이후 발생한 대한민국 환경 10대 사건" 중 낙동강 페놀 오염 사건을 1위로 선정하였다.
검찰수사결과 두산전자는 페놀폐수를 전량소각처리해야하는데도 1990년 10월부터 소각로 2기 중 1기가 고장나자, 폐드럼통에 넣어 보관하다가 하루에 2.5톤가량을 무단방류하는 수법으로 1991년 3월 20일까지 5개월여 동안 무려 370여톤의 페놀폐수를 무단방류한 것으로 나타났다.
그럼에도 이를 단속하는 환경처 직원들은 현장 단속을 제대로 하지 않고 허위 단속서류를 작성한 것으로 조사됐다. 또한 대구시 상수도 당국은 이 사건이 발생하기 2년 전부터 페놀로 인한 수돗물 악취 신고를 여러 건을 접수 받고 실제로 수돗물에서 페놀이 검출됐는데도 단순한 여름철 악취라며 제대로 원인조사를 하지 않은 것으로 드러났다.
그 이후 이어진 페놀수돗물 피해 접수에서 1만 3천건이 넘는 170억원가량 의질적(疑疾的)·정신적 신고가 접수됐으나 실제로 피해보상은 제대로 이뤄지지 않았다. 두산전자는 상수도 요금감면에 따른 피해와 내버린 수돗물 값, 수도관 등의 청소비 명목으로 대구시에 13억 5,190만원을 배상했고 시민 11,000여 명에게도 11억원만을 배상했을 뿐이다. 특히 오염된 수돗물을 마시는 바람에 유산한 임산부들의 신고건수도 수백건을 넘었는데 이에 대한 피해는 인과관계가 인정되지 않는다며 배상이 거의 이뤄지지 않았다.
이 사건 이후 전국적인 단위의 환경보호단체들이 결성이 되고 대검찰청에 환경과가 신설되는 등 이 사건은 우리나라 환경보호운동의 전기가 된 중요한 계기가 됐다.
아울러, 페놀페수를 불법방류하고 허술한 탱크관리로 엄청난 양의 페놀원액을 유출시킨 두산전자의 소행에 대해 시민들의 분노는 모그룹인 두산그룹 제품 불매운동으로 이어져 두산그룹은 그해 한해 주력상품인 OB 맥주 등 상품 매출액이 1,000억이상 감소하기도 했다.
이 사건은 1970~1980년대 고도성장당시 환경오염방지에는 전혀 무관심했던 기업들의 환경오염불감증을 여실히 드러낸 사건이었으며 아울러 형식적인 오염단속에 그친 행정당국의 안이함, 그리고 유독성물질의 상수원수 유입을 방지할 수 있는 정수장치 등 근본 대책을 세우지 못한 보건당국의 무능함 등이 결합된 인재였다.
또 이 사건은 그동안 무분별한 개발 중심의 정부 정책이 환경 문제를 중요하게 고려하기 시작하게 된 기점이 됐다는 점에서도 그 의미가 크다고 할 수 있다. 특히 환경범죄의 처벌에 관한 특별조치법이 처음으로 제정됐으며 공장 설립 시의 환경 기준이 강화되는 등 건강권과 환경권에 대한 전 국민적 관심을 불러일으킨 계기가 됐다.

## 같이 보기
- 인천 붉은 수돗물 사건
- 플린트 수질 위기
- 삼진그룹 영어토익반 - 영화 속 강 오염 사건의 모티브가 되었다.

## 참고
(<한국을 뒤흔든 특종>(1994,한국언론노동조합연맹),<한국언론 백대특종>(2000,허용범-나남출판사) 참조)